# Placer

El smiley o carita risueña es uno de los más conocidos símbolos de felicidad.

Placer se refiere a la experiencia de que algo (cosa, acción, sentimiento, etc) se  siente bien, que implica el disfrute de algo. Contrasta con el dolor o el sufrimiento, que son formas de sentirse mal. Está estrechamente relacionado con el valor, el deseo y la acción: los seres humanos y otros animales conscientes encuentran el placer agradable, positivo o digno de ser buscado. Una gran variedad de actividades se experimentan como placenteras, como comer, tener sexo, escuchar música o jugar. El placer forma parte de otros estados mentales como el éxtasis, la euforia y el estado de flujo. La felicidad y el bienestar están estrechamente relacionados con el placer, pero no son idénticos a él. No hay acuerdo general sobre si el placer debe entenderse como una sensación, una cualidad de experiencias, una actitud hacia experiencias o de otra manera. El placer desempeña un papel central en la familia de teorías filosóficas conocidas como hedonismo. En circunstancias normales, la satisfacción de una necesidad produce placer: bebida, en el caso de la sed; comida, en el caso del hambre; descanso (sueño), para la fatiga; compañía para la soledad; sexo para la libido; diversión (entretenimiento), para el aburrimiento; y conocimientos (científicos o no científicos) o cultura (diferentes tipos de arte) para la ignorancia, la curiosidad y la necesidad de desarrollar las capacidades. La naturaleza suele asociar la sensación de placer con algún beneficio para la especie.

## Perspectiva general
"Placer" (pleasure) se refiere a la experiencia que algo (cosa, acción, sentimiento, etc) se siente bien, que implica el disfrute de algo. El término se utiliza principalmente en asociación con placeres sensoriales como el disfrute de la comida o del sexo.  Pero en su sentido más general, incluye todo tipo de experiencias positivas o agradables, incluyendo el disfrute de los deportes, ver una hermosa puesta de sol o participar en una actividad intelectualmente satisfactoria. El placer contrasta con el dolor o el sufrimiento, que son formas de sentirse mal. Tanto el placer como el dolor vienen en grados y se han considerado como una dimensión que va de grados positivos a través de un punto neutro a grados negativos. Esta asunción es importante para la posibilidad de comparar y agregar los grados de placer de diferentes experiencias, por ejemplo, para realizar el cálculo utilitario.
El concepto de placer es similar pero no idéntico a los conceptos de bienestar (well-being) y de felicidad (happiness). Estos términos se utilizan de maneras superpuestas, pero sus significados tienden a separarse en contextos técnicos como la filosofía o la psicología. El placer se refiere a un cierto tipo de experiencia, mientras que el bienestar se trata de lo que es bueno para una persona. Muchos filósofos están de acuerdo en que el placer es bueno para una persona y por lo tanto es una forma de bienestar. Pero puede haber otras cosas además o en lugar del placer que constituyen el bienestar, como la salud, la virtud, el conocimiento o la satisfacción de los deseos. En algunas concepciones, la felicidad se identifica con "el exceso del individuo de la experiencia agradable sobre la desagradable". Las teorías de la satisfacción con la vida (life satisfaction theories), por otro lado, sostienen que la felicidad implica tener la actitud correcta hacia la vida en su conjunto. El placer puede tener un papel que desempeñar en esta actitud, pero no es idéntico a la felicidad.
El placer está estrechamente relacionado con el valor, el deseo, la motivación y la acción correcta. Hay un amplio acuerdo en que el placer es valioso en cierto sentido. Los hedonistas axiológicos (axiological hedonists) sostienen que el placer es lo único que tiene valor intrínseco. Muchos deseos tienen que ver con el placer. El hedonismo psicológico (psychological hedonists) es la tesis de que todas nuestras acciones tienen como objetivo aumentar el placer y evitar el dolor. El principio de placer de Freud vincula el placer con la motivación y la acción al sostener que hay una fuerte tendencia psicológica a buscar el placer y a evitar el dolor.  El utilitarismo clásico (classical hedonism) conecta el placer con la ética al afirmar que si una acción es correcta depende del placer que produce: debe maximizar la suma total del placer.
Igualmente dentro de la filosofía oriental, podemos encontrar términos que abarcan el concepto de placer, tales como el término Sukha en la filosofía budista.

## Tipos de placer
Muchas experiencias placenteras están asociadas con la satisfacción de impulsos biológicos básicos, como comer, hacer ejercicio, higienizarse, dormir y tener relaciones sexuales. La apreciación de artefactos y actividades culturales como el arte, la música, la danza y la literatura suele ser placentera. El placer a veces se subdivide en placeres fundamentales que están estrechamente relacionados con la supervivencia (comida, sexo y pertenencia social) y placeres de orden superior (por ejemplo, ver arte y altruismo). Bentham enumeró 14 tipos de placer; sentido, riqueza, habilidad, amistad, buen nombre, poder, piedad, benevolencia, malevolencia, memoria, imaginación, expectativa, placeres dependientes de la asociación y los placeres del alivio. Algunos comentaristas ven 'placeres complejos' que incluyen ingenio y realización repentina y algunos ven una amplia gama de sentimientos placenteros. Hay muchos tipos de placer o satisfacción: 
- El placer físico, que deriva de disfrutar condiciones saludables relacionadas con la estimulación de los órganos de los sentidos (las relaciones sexuales o la ingestión de platos suculentos de comida, por ejemplo). Hay distintos tipos de placer físico: el producido por el gusto o placer gastronómico; el producido por el tacto (masaje: placer sexual) en sus diversas manifestaciones...); el placer auditivo (música), el placer visual (arte...), el deportivo, etcétera. Los griegos aconsejaban un placer moderado y consideraban un vicio pernicioso cualquier placer inmoderado.
- El placer psíquico deriva del recreo que provoca en el ser humano la imaginación y la fantasía, el recuerdo de lo agradable, el humor, la alegría, la comprensión y los sentimientos de equilibrio, paz y serenidad, que granjean la llamada felicidad. El mero pensamiento puede llegar a sentirse dichoso sólo con la imaginación de lo bueno que no se posee ni se disfruta en ese momento. El placer "psíquico" es definido por Platón en su Filebo como el mayor, y abarca también todos los placeres mentales causados al percibir cultura o arte, o al crear.
- El placer intelectual, que nace al ampliar nuestros conocimientos y arrancar secretos a lo desconocido para poder descubrir y satisfacer nuestras necesidades espirituales e intelectuales, y hacer más libre y consciente nuestro actuar.
- El placer lúdico, que deriva de la práctica de cualquier tipo de juego y se encuentra en la raíz de muchos otros tipos de placer, siendo esencial para que los niños interaccionen con el mundo y puedan educarse y aprender.
- El placer emotivo o emocional, que deriva de la empatía al compartir el amor y el afecto de la familia, de entablar y sostener comunicación y amistad con los iguales y sentirse aceptado por otros seres humanos. También es esencial para el correcto desarrollo de los niños.
- El placer de la contemplación, el ser público incluye el disfrute estético por cualquier sentido, equilibrando criterios objetivos y subjetivos. La observación de lo insólito y/o desconocido es también una fuente de placer: espectáculos, esculturas, edificios, pasear, viajar, leer, etc.

## Teorías del placer
El placer se presenta de varias formas, por ejemplo, en el disfrute de la comida, del sexo, de deporte, de ver una hermosa puesta de sol o de participar en una actividad intelectualmente satisfactoria. Teorías de placer tratan de determinar lo que todas estas experiencias placenteras tienen en común, lo que es esencial para ellas. Tradicionalmente se dividen en teorías de cualidad (quality theories) y teorías de actitud (attitude theories). Una terminología alternativa se refiere a estas teorías como fenomenalismo (phenomenalism) e intencionalismo (intentionalism). Las teorías de cualidad sostienen que el placer es una cualidad de experiencias placenteras en sí mismas, mientras que las teorías de actitud afirman que el placer es en cierto sentido externo a la experiencia, ya que depende de la actitud del sujeto hacia la experiencia. Más recientemente, se han propuesto teorías disposicionales (dispositional theories) que incorporan elementos de ambos enfoques tradicionales.

### Teorías de cualidad
En el lenguaje cotidiano, el término "placer" se asocia principalmente con placeres sensoriales, como el disfrute de la comida o del sexo. Una teoría de cualidad tradicionalmente importante sigue de cerca esta asociación al sostener que el placer es una sensación. En la versión más simple de la teoría de sensación (sensation theory), cada vez que experimentamos placer hay una sensación de placer distintiva presente. Así, la experiencia placentera de comer chocolate implica una sensación de sabor de chocolate junto con una sensación de placer. Una deficiencia obvia de esta teoría es que muchas impresiones pueden estar presentes al mismo tiempo. Por ejemplo, también puede haber una sensación de picazón mientras se come el chocolate. Pero este relato no puede explicar por qué el disfrute está vinculado al sabor del chocolate y no a la picazón. Otro problema se debe al hecho de que se suele pensar que las sensaciones están localizadas en algún lugar del cuerpo. Pero considerando el placer de ver una hermosa puesta de sol, parece que no hay una región específica en el cuerpo en la que experimentemos este placer.
Estos problemas pueden evitarse mediante las teorías de cualidad sentida (felt-quality-theories), que ven el placer no como una sensación, sino como un aspecto que cualifica sensaciones u otros fenómenos mentales. Como aspecto, el placer depende del fenómeno mental que cualifica, no puede estar presente por sí mismo. Dado que el vínculo con el fenómeno disfrutado ya está integrado en el placer, resuelve el problema al que se enfrentan las teorías de sensación para explicar cómo se produce este vínculo. También capta la intuición de que el placer suele ser placer de algo: el disfrute de beber un batido o de jugar al ajedrez, pero no solo un disfrute puro u sin objeto. Según este enfoque, las experiencias placenteras difieren en contenido (beber un batido, jugar al ajedrez) pero coinciden en sentimiento o tono hedónico. El placer puede estar localizado, pero solo en la medida en que la impresión que cualifica está localizada.
Una objeción tanto a la teoría de sensación como a la teoría de cualidad sentida es que no hay una sola cualidad compartida por todas las experiencias de placer. La fuerza de esta objeción proviene de la intuición de que la variedad de experiencias de placer es demasiado amplia para señalar una cualidad compartida por todas, por ejemplo, la cualidad compartida por disfrutar de un batido y disfrutar de una partida de ajedrez. Una forma de responder a esta objeción por parte de los teóricos de cualidad es señalar que el tono hedónico de las experiencias de placer no es una cualidad regular, sino una cualidad de orden superior. Como analogía, una cosa vívidamente verde y una cosa vívidamente roja no comparten una propiedad de color regular, sino que comparten la "vivacidad" como una propiedad de orden superior.

### Teorías de actitud
Las teorías de actitud proponen analizar el placer en términos de actitudes hacia las experiencias. Así, para disfrutar del sabor del chocolate no es suficiente tener la correspondiente experiencia de sabor. En cambio, el sujeto tiene que tener la actitud correcta hacia este sabor para que surja el placer. Este enfoque capta la intuición de que una segunda persona puede tener exactamente la misma experiencia de sabor sin disfrutarla, ya que falta la actitud relevante. Se han propuesto varias actitudes para el tipo de actitud responsable del placer, pero históricamente la versión más influyente asigna este papel a los deseos. En este relato, el placer está vinculado a experiencias que satisfacen un deseo que el experimentador tiene. Así, la diferencia entre la primera y la segunda persona del ejemplo anterior es que solo la primera persona tiene un deseo correspondiente dirigido al sabor del chocolate.
Un argumento importante en contra de esta versión es que, aunque a menudo es el caso de que primero deseamos algo y luego lo disfrutamos, esto no siempre puede ser el caso. De hecho, a menudo parece ser cierto lo contrario: primero tenemos que aprender que algo es agradable antes de empezar a desearlo. Esta objeción puede evitarse parcialmente al sostener que no importa si el deseo estaba ahí antes de la experiencia, sino que solo importa lo que deseamos mientras la experiencia está ocurriendo. Esta variante, originalmente sostenida por Henry Sidgwick, ha sido defendida recientemente por Chris Heathwood, que sostiene que una experiencia es placentera si el sujeto de la experiencia quiere que la experiencia ocurra por su propio bien mientras está ocurriendo. Pero esta versión se enfrenta a un problema relacionado con el dilema de Eutifrón: parece que normalmente deseamos cosas porque son agradables, no al revés. Así que las teorías del deseo se equivocarían en cuanto a la dirección de la explicación. Otro argumento en contra de las teorías del deseo es que el deseo y el placer pueden separarse: podemos tener un deseo de cosas que no son agradables y podemos disfrutar de cosas sin desearlas.

### Teorías disposicionales
Las teorías disposicionales tratan de explicar el placer en términos de disposiciones, a menudo incluyendo ideas tanto de las teorías de cualidad como de las teorías de actitud. Una forma de combinar estos elementos es sostener que el placer consiste en estar dispuesto a desear una experiencia en virtud de las cualidades de esta experiencia. Algunos de los problemas de la teoría regular del deseo pueden evitarse de esta manera, ya que la disposición no necesita realizarse para que haya placer, teniendo así en cuenta que el deseo y el placer pueden separarse.

## Epicuro y cristianismo
El filósofo griego Epicuro puso la finalidad de la filosofía en lograr un placer equilibrado en todas sus formas en esta vida, no solo físico, sino intelectual y emocional, y su filosofía tuvo numerosos adeptos en el ámbito pagano antes de la llegada del cristianismo, que consideró la felicidad en este mundo como posible, pero relativa, a causa de un sentimiento de culpa original por la búsqueda de placer; el placer verdadero y pleno se sitúa, según Santo Tomás de Aquino, en una vida ultraterrena, en un nivel espiritual próximo al psicológico, en una gratificación sobrenatural trascendente.

## Placer y dolor
Generalmente, se considera que los conceptos de placer y dolor son opuestos porque se presupone que, si hay placer, no puede existir dolor y viceversa. Pero también es hecho establecido, aunque por la mayoría considerado inmoral, que se puede llegar a sentir placer haciendo daño a otras personas o a animales y cosas (el llamado sadismo) o contemplando como sufren (lo que los alemanes denominan con la palabra Schadenfreude); inversamente, se puede obtener placer al sentir dolor en el caso del masoquismo.
Asimismo, cuando se produce dolor, en mayor o menor medida se producen endorfinas que contrarrestan parte del dolor, en algún caso completamente. Por otra parte, el abuso reiterado de los placeres puede alienar, exclusivizar y mecanizar la conciencia humana, causando diversos trastornos compulsivos de la conducta, como la ludopatía o diversas adicciones (la drogodependencia, el alcoholismo, el tabaquismo) o la ingesta compulsiva de alimentos. Aristóteles veía los efectos alienantes del placer y por eso escribió que "el sabio persigue la ausencia de dolor, y no el placer" (Ética a Nicómaco, VII, 12).

## Conceptos filosóficos relacionados

### Ética
El placer está relacionado no solo con la forma en que actuamos realmente, sino también con la forma en que debemos actuar, lo que pertenece al campo de la ética. El hedonismo ético (ethical hedonism) adopta la posición más fuerte hacia esta relación al afirmar que las consideraciones de aumento del placer y disminución del dolor determinan completamente lo que debemos hacer o qué acción es correcta. Las teorías hedonistas éticas pueden clasificarse en relación con cuyo placer debe incrementarse. Según la versión egoísta, cada agente solo debe aspirar a maximizar su propio placer. Esta posición generalmente no se mantiene en muy alta estima. El utilitarismo, por otro lado, es una familia de teorías altruistas que son más respetables en la comunidad filosófica. Dentro de esta familia, el utilitarismo clásico establece la conexión más cercana entre el placer y la acción correcta al sostener que el agente debe maximizar la suma total de la felicidad de todos. Esta suma total incluye también el placer del agente, pero solo como un factor entre muchos.

### Valor
El placer está íntimamente conectado con el valor como algo que es deseable y vale la pena buscar. Según el hedonismo axiológico (axiological hedonism), es lo único que tiene valor intrínseco (intrinsic value) o es bueno en sí mismo. Esta posición implica que cosas distintas del placer, como el conocimiento, la virtud o el dinero, solo tienen valor instrumental: son valiosas porque o en la medida en que producen placer, pero carecen de valor de otra manera. Dentro del ámbito del hedonismo axiológico, hay dos teorías que compiten sobre la relación exacta entre el placer y el valor: el hedonismo cuantitativo (quantitative hedonism) y el hedonismo cualitativo (qualitative hedonism).  Los hedonistas cuantitativos, siguiendo a Jeremy Bentham, sostienen que el contenido específico o la cualidad de una experiencia de placer no es relevante para su valor, que solo depende de sus características cuantitativas: intensidad y duración. En este relato, una experiencia de placer intenso al disfrutar de la comida y del sexo vale más que una experiencia de placer sutil al mirar bellas artes o al participar en una conversación intelectual estimulante. Los hedonistas cualitativos, siguiendo a John Stuart Mill, objetan esta versión con el argumento de que amenaza con convertir el hedonismo axiológico en una "filosofía de cerdos". En cambio, argumentan que la cualidad es otro factor relevante para el valor de una experiencia de placer, por ejemplo, que los placeres inferiores del cuerpo son menos valiosos que los placeres superiores de la mente.

### Belleza
Un elemento muy común en muchas concepciones de belleza es su relación con el placer. El hedonismo estético (aesthetic hedonism) hace de esta relación parte de la definición de belleza al sostener que existe una conexión necesaria entre el placer y la belleza, por ejemplo, que para que un objeto sea bello es necesario que cause placer o que la experiencia de la belleza siempre va acompañada de placer. El placer debido a la belleza no tiene que ser puro, es decir, excluir todos los elementos desagradables. En cambio, la belleza puede involucrar placer mixto, por ejemplo, en el caso de una historia bellamente trágica. Disfrutamos de muchas cosas que no son bellas, por eso la belleza suele definirse en términos de un tipo especial de placer: placer estético o desinteresado. Un placer es desinteresado si es indiferente a la existencia del objeto bello. Por ejemplo, la alegría de mirar un paisaje hermoso aún sería valiosa si resultara que esta experiencia fue una ilusión, lo que no sería cierto si esta alegría se debiera a ver el paisaje como una valiosa oportunidad inmobiliaria. Los opositores al hedonismo estético han señalado que a pesar de que comúnmente ocurren juntos, hay casos de belleza sin placer. Por ejemplo, una crítica fría y hastiada todavía puede ser una buena jueza de belleza debido a sus años de experiencia, pero carece de la alegría que inicialmente acompañaba a su trabajo. Otra pregunta para los hedonistas es cómo explicar la relación entre belleza y placer. Este problema es similar al dilema de Eutifrón: ¿es algo bello porque lo disfrutamos o lo disfrutamos porque es bello? Los teóricos de la identidad (identity theorists) resuelven este problema negando que haya una diferencia entre belleza y placer: identifican la belleza, o su apariencia, con la experiencia del placer estético.

## Psicología

### Motivación y comportamiento
El comportamiento de búsqueda de placer es un fenómeno común y, de hecho, puede dominar nuestra conducta a veces. La tesis del hedonismo psicológico generaliza esta idea al sostener que todas nuestras acciones tienen como objetivo aumentar el placer y evitar el dolor. Esto suele entenderse en combinación con el egoísmo, es decir, que cada persona solo busca su propia felicidad. Nuestras acciones se basan en creencias sobre lo que causa el placer. Las creencias falsas pueden engañarnos y, por lo tanto, nuestras acciones pueden fallar a resultar en placer, pero incluso las acciones fallidas están motivadas por consideraciones de placer, según el hedonismo psicológico. La paradoja del hedonismo sostiene que el comportamiento de búsqueda de placer comúnmente falla también de otra manera. Afirma que estar motivado por el placer es contraproducente en el sentido de que conduce a menos placer real que seguir otros motivos.
Sigmund Freud formuló su principio de placer para explicar el efecto que el placer tiene en nuestro comportamiento. Afirma que existe una fuerte tendencia innata de nuestra vida mental a buscar la gratificación inmediata cada vez que se presenta una oportunidad. A esta tendencia se opone el principio de realidad, que constituye una capacidad aprendida de retrasar la gratificación inmediata con el fin de considerar las consecuencias reales de nuestras acciones. Freud también describió el principio de placer como un mecanismo de retroalimentación positiva que motiva al organismo a recrear la situación que acaba de encontrar placentera y a evitar situaciones pasadas que le causaron dolor.

### Sesgos cognitivos
Un sesgo cognitivo (cognitive bias) es una tendencia sistemática a pensar y juzgar de una manera que se desvía de un criterio normativo, especialmente de las exigencias de la racionalidad. Los sesgos cognitivos con respecto al placer incluyen la regla de pico-fin (peak-end rule), la ilusión de enfoque (focusing illusion), el sesgo de cercanía (nearness bias) y el sesgo de futuro (future bias).
La regla de pico-fin afecta la forma en que recordamos la agradabilidad o desagradabilidad de experiencias. Afirma que nuestra impresión general de los eventos pasados está determinada en su mayor parte no por el placer y el sufrimiento totales que contenían, sino por cómo se sentían en sus picos y en su fin. Por ejemplo, la memoria de una colonoscopia dolorosa mejora si el examen se extiende por tres minutos en los que el endoscopio todavía está adentro pero ya no se mueve, lo que resulta en una sensación moderadamente incómoda. Esta colonoscopia extendida, a pesar de implicar más dolor en total, se recuerda menos negativamente debido a la reducción del dolor al final. Esto incluso aumenta la probabilidad de que el paciente regrese para procedimientos posteriores. Daniel Kahneman explica esta distorsión en términos de la diferencia entre dos yos: el yo experimentador (experiencing self), que es consciente del placer y del dolor cuando están ocurriendo, y el yo recordador (remembering self), que muestra el placer y el dolor agregados durante un período de tiempo prolongado. Las distorsiones debidas a la regla de pico-fin ocurren en el nivel del yo recordador. Nuestra tendencia a confiar en el yo recordador a menudo puede llevarnos a seguir cursos de acción que no son en nuestro mejor interés propio.
Un sesgo estrechamente relacionado es la ilusión de enfoque. La "ilusión" ocurre cuando las personas consideran el impacto de un factor específico en su felicidad general. Tienden a exagerar en gran medida la importancia de ese factor, mientras pasan por alto los numerosos otros factores que en la mayoría de los casos tendrían un impacto mayor.
El sesgo de cercanía y el sesgo de futuro son dos formas diferentes de violar el principio de neutralidad temporal. Este principio establece que la ubicación temporal de un beneficio o un daño no es importante para su significado normativo: un agente racional debe preocuparse en la misma medida por todas las partes de su vida. El sesgo de cercanía, también discutido bajo las etiquetas "sesgo de presente" (present bias) o "descuento temporal" (temporal discounting), se refiere a nuestra tendencia a violar la neutralidad temporal con respecto a la distancia temporal del presente. En el lado positivo, preferimos que las experiencias placenteras estén cerca en lugar de distantes. En el lado negativo, preferimos que las experiencias dolorosas estén lejos en lugar de cerca. El sesgo de futuro se refiere a nuestra tendencia a violar la neutralidad temporal con respecto a la dirección del tiempo. En el lado positivo, preferimos que las experiencias placenteras estén en el futuro en lugar del pasado. En el lado negativo, preferimos que las experiencias dolorosas estén en el pasado en lugar del futuro.

## Bioquímica del placer
Desde el punto de vista de la biología, algunas sustancias que genera el cuerpo durante el placer son:
- dopamina
- endorfinas
- oxitocina
- serotonina

En ocasiones, el individuo puede haberse acostumbrado a este tipo de sustancias generadas de forma natural. El cerebro ha creado enlaces neuronales que provocan en el individuo una merma en el impacto de la sensación placentera (por esta razón, las sensaciones placenteras son más impactantes cuando son novedosas: el cerebro aún no las ha procesado). En consecuencia, el objetivo perseguido no se satisface, generando frustración y/o deseo, justo el efecto contrario al buscado.

## Placer a corto o a largo plazo
La búsqueda de la felicidad a través del placer inmediato (hedonismo) se ha demostrado potencialmente perjudicial y la a largo plazo se ha verificado más saludable (eudaimonia), como planteaba ya Aristóteles en el siglo IV antes de Cristo y aparecía en el mito de Hércules en la encrucijada. La neurociencia lo ha confirmado: el bienestar psicológico duradero se logra a través de desarrollar actividades con un significado y un propósito, como la ayuda a los demás, colaborar con la familia y en el cuidado de los hermanos, la expresión de la gratitud o la búsqueda de objetivos a largo plazo. La resiliencia y la poliorcética son, pues, destrezas y hábitos necesarios fundamentales para asegurar la felicidad.

## Sentimientos asociados
El placer suele relacionarse con
- la alegría
- la alimentación
- el alivio
- la comodidad
- la curiosidad
- los deportes
- las endorfinas
- las fantasías
- las fantasías sexuales
- la fotografía
- el hedonismo
- los libros
- la pasión
- la relajación
- la salud
- la satisfacción
- la sexualidad
- la voluntad
- las zonas erógenas

Lo contrario del placer (el desagrado) se suele relacionar con:
- el aburrimiento
- la melancolía
- la desgana o pereza
- el dolor
- la enfermedad
- la frustración
- la apatía
- la tristeza
- la angustia
- la ira